# Amaxia pardalis
Amaxia pardalis är en fjärilsart som beskrevs av Walker 1855. Amaxia pardalis ingår i släktet Amaxia och familjen björnspinnare. Inga underarter finns listade i Catalogue of Life.